# Джами махала (дем Сяр)
 Тази статия е за Сярското село.  За Лъгадинското село със старо има Джами махала, вижте Полидендри (дем Лъгадина).  
Джами махала (на гръцки: Κουβούκλια, Кувуклия или Κουβούκλιο, Кувуклио, катаревуса: Κουβούκλιον, Кувуклион, до 1927 година Τζαμί Μαχαλέ, Дзами Махале) е село в Република Гърция, дем Сяр, област Централна Македония с 445 жители (2001).

## География
Селото се намира в Сярското поле, южно от град Сяр (Серес).

## История

### В Османската империя
През XIX век и началото на XX век Джами махала е чисто българско селище, числящо се към Сярската каза на Османската империя. В „Етнография на вилаетите Адрианопол, Монастир и Салоника“, отразяваща статистика от 1873 година, Джеми (Djémi) има 18 домакинства с 48 жители мюсюлмани.
В 1891 година Георги Стрезов определя селото като част от Овакол и пише:
| „ | Джами махала, на Ю от Кавакли до Струма, 3 часа до Сяр; във време на много вода плава като остров. Почвата е прекрасна, но често страда от наводнения. Пътят равен, но всякога тинест. 26 къщи, български. | “ |

Според статистиката на Васил Кънчов („Македония. Етнография и статистика“) от 1900 година селото брои 240 жители, всички българи-християни.
В първото десетилетие на XX век населението на селото е в лоното на Българската екзархия. По данни на секретаря на екзархията Димитър Мишев („La Macédoine et sa Population Chrétienne“) в 1905 година населението на Джумата-Махала (Djoumata-Mahala) се състои от 560 българи екзархисти и в селото функционира българско училище.

### В Гърция
През войната селото е освободено от части на българската армия, но след Междусъюзническата война остава в Гърция. В 1927 година името на селото е променено на Кувуклион.
В 1978 година е построена църквата „Свети Йоан Предтеча“.

## Личности
Родени в Джами махала
- Продром Костов, гръцки агент (трети клас) на гръцка андартска чета в Македония[7]